# The Final Countdown
»The Final Countdown« je skladba rock skupine Europe. Izdana je bila leta 1986 kot prvi single z istoimenskega albuma, tretjega studijskega albuma te švedske skupine. Uvrstila se je na prva mesta lestvic v 25 državah sveta in je ena najprepoznavnejših rockovskih klasik 80. let.
Skladba The Final Countdown je zaradi svoje prepoznavne melodije še danes pogosto v uporabi na množičnih športnih prireditvah, kot otvoritveno pesem jo za privabljanje in ogrevanje občinstva uporabljajo mnogi športni klubi in manj znane skupine, priljubljena pa je tudi kot ton zvonjenja na mobilnih telefonih.

## Nastanek skladbe
Skladba bazira na klaviaturskem riffu, ki ga je njen avtor, pevec skupine Joey Tempest, po naključju zaigral in zapisal že med letoma 1981 in 1982. Leta 1985 ga je po nasvetu basista Johna Levéna razvil in dodelal v skladbo, ki jo je skupina sprva nameravala uporabljati kot otvoritveno pesem na svojih koncertih. Kasneje je vendarle padla odločitev, da jo uvrstijo tudi na svojo tretjo studijsko ploščo.

## Izdaja in uspeh
Skladba je izšla na istoimenski plošči skupine Europe v februarju 1986; na predlog založbe Epic jo je skupina nato z mešanimi občutki izdala kot prvi single. Njen uspeh je vse presenetil; kmalu se je namreč začela uvrščati na vrhove lestvic po vsem svetu. Zasedla je prva mesta na lestvicah v 25 državah, med drugim tudi na lestvicah nekdanje Jugoslavije.

## Koncertna izvedba
Skupina Europe skladbo »The Final Countdown« izvaja na vseh svojih koncertih od njenega izida do danes, saj je odziv občinstva nanjo vedno bil in je še zdaj zelo dober. Najbolj znana živa izvedba se je zgodila v Stockholmu na silvestrsko noč ob prelomu tisočletja – takrat je skupina prvič in zadnjič nastopila z obema kitaristoma, Johnom Norumom in njegovo zamenjavo, Keejem Marcellom.

## Priredbe
Skladba je od izvedbe do danes doživela vsaj 20 priredb. Leta 1994 jo je predelala slovenska skupina Laibach in jo izdala na svojem albumu NATO.